# Персидская синь
Персидский голубой (#1C39BB)
Персидская синь (Персидский голубой, англ.  Persian Blue) — оттенок синего цвета. Назван по синему цвету ковров, керамики и цвету плитки, применяемой в отделке дворцов и мечетей в Иране (прежнее название — Персия) и странах Ближнего Востока.
Краска получается из лазурита, который добывают в Иране и Афганистане.

## Оттенки цвета
Персидский индиго (Персидский синий). Назван по ассоциации с тканью цвета индиго, производимой в Иране
Средний персидский голубой — менее насыщенный оттенок персидской сини.